# 聖康坦
圣康坦（法語：Saint-Quentin，法語發音：[sɛ̃ kɑ̃tɛ̃] ⓘ），法国北部城市，上法兰西大区埃纳省的一个市镇，也是该省的一个副省会和人口最多的城市，下辖圣康坦区，其市镇面积为22.56平方公里，2022年1月1日时的人口数量为52,995人，在法国城市中排名第107位，超过其所在的埃纳省省会拉昂近3倍，是皮卡第地区内的第二大城市，仅次于其首府亚眠。
圣康坦位于埃纳省西北部，法国北部平原腹地，是法国艺术与历史之城，历史上曾发生过多次战争，城市屡战屡毁。工业革命时期，圣康坦为连接法国北部工业区和首都巴黎之间的重要通道，城市得到快速发展，现为一个区域性的经济文化中心。

## 地名来源
“圣康坦”一名来源于公元3世纪时的基督教使徒康坦，其在圣康坦附近逝世，后为纪念其人得名。

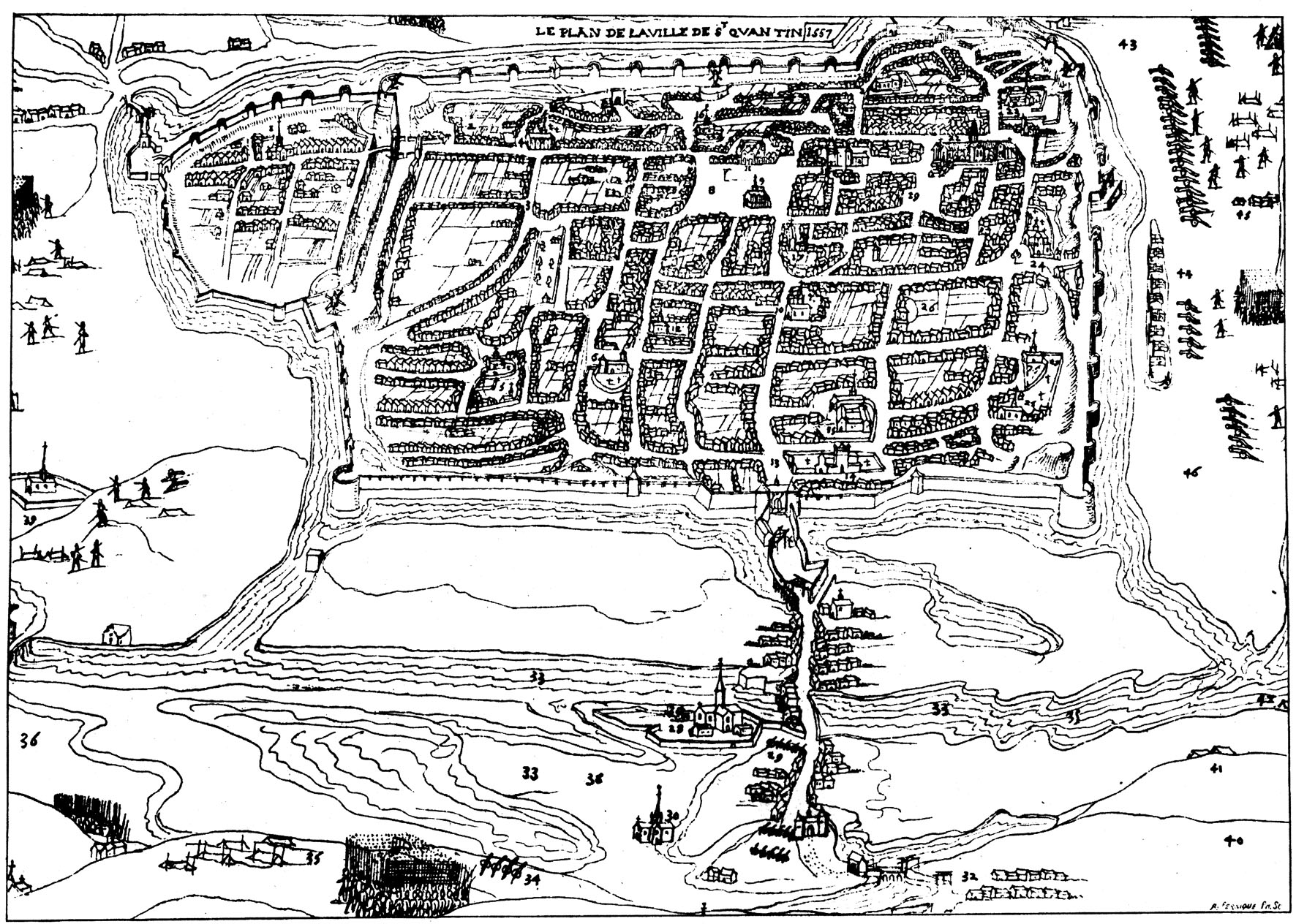
中世纪末期的圣康坦

## 历史
圣康坦历史悠久，其城市来源于罗马时期罗马人建立的奥古斯塔维罗曼杜奥鲁姆，其遗址被列入法国首批历史文物保护单位。中世纪时，圣康坦成为韦尔芒杜瓦伯爵的领地。13世纪时，因伯爵埃莱奥诺尔无子嗣故该地收归成为法国皇家领地。阿拉斯会议后，圣康坦被划入勃艮第公国，1477年，勃艮第公国灭亡，圣康坦重新划入法兰西王国，成为皮卡第行省的一部分。1557年，西班牙和法兰西王国在此爆发圣康坦战役，西班牙虽然取得胜利，但却损失了大量兵力，最终无法支持新的扩张，被迫与法国停战。1871年初，普鲁士与法国在此爆发新的圣康坦战役，成为普法战争中的最后一战，法军在战役中严重溃败，圣康坦市区也被严重损毁，此后法国被迫割让阿尔萨斯-洛林地区。第一次世界大战期间，圣康坦作为索姆河战役战场的一部分再次受到严重破坏，包括圣康坦大教堂在内的70%市区建筑物被毁，战后逐步得到恢复。

## 地理

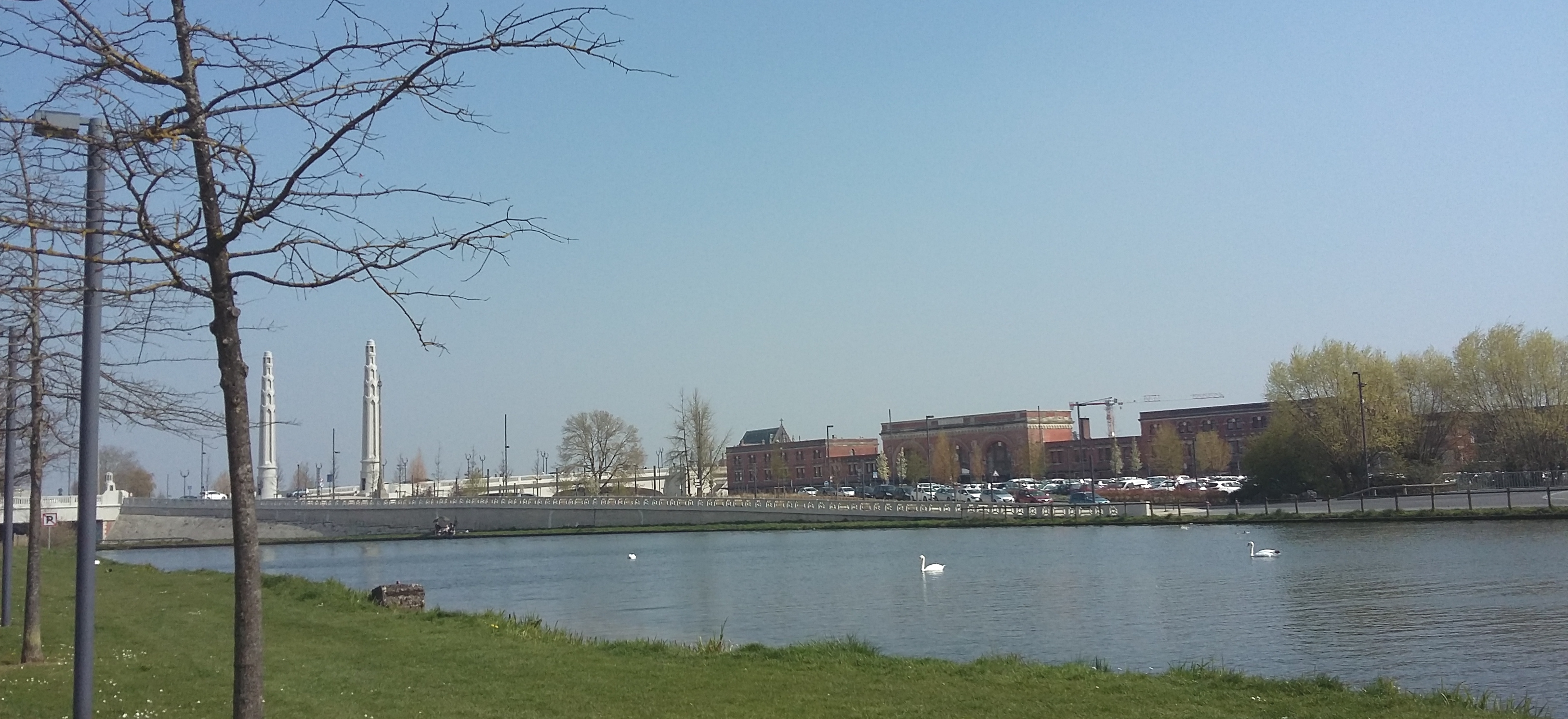
圣康坦运河及对岸的火车站

圣康坦位于法国北部，上法兰西大区的东部和埃纳省的西北部，距离法国首都巴黎大约165公里，距离大区首府里尔大约109公里。与圣康坦接壤的市镇包括：达隆、法耶、弗朗西伊瑟朗西、戈希、格吕日、阿尔利、莫尔库尔、讷维尔圣阿芒、奥米西、鲁夫鲁瓦。

### 地形
圣康坦位于法国北部索姆河低地，地势平坦，市中心略高于周边地区，平均海拔74、68、125、95米，全境海拔则在68米至125米之间。

### 地质
圣康坦附近地表多被现代河流沉积物覆盖。

### 水文
索姆河自东北向西南流经圣康坦市区，其市区段经渠化改造成为了圣康坦运河。该河独立入海，不属于法国五大水系当中的任何一个。

### 植被
圣康坦属于温带落叶林，市区内的绿地公园主要分布在索姆河两岸及市中心的“香榭丽舍公园”内。

### 气候
圣康坦在柯本气候分类法中属于温带海洋性气候，年温差较小，降水分布均匀，偶有极端气候出现。
圣康坦市区西南大约7公里处的鲁皮设有气象站，以下为该气象站的数据：
| 鲁皮 1981–2010年    | 鲁皮 1981–2010年 | 鲁皮 1981–2010年 | 鲁皮 1981–2010年 | 鲁皮 1981–2010年 | 鲁皮 1981–2010年 | 鲁皮 1981–2010年 | 鲁皮 1981–2010年 | 鲁皮 1981–2010年 | 鲁皮 1981–2010年 | 鲁皮 1981–2010年 | 鲁皮 1981–2010年 | 鲁皮 1981–2010年 | 鲁皮 1981–2010年 |
| 月份                | 1月              | 2月              | 3月              | 4月              | 5月              | 6月              | 7月              | 8月              | 9月              | 10月             | 11月             | 12月             | 全年             |
| ------------------- | ---------------- | ---------------- | ---------------- | ---------------- | ---------------- | ---------------- | ---------------- | ---------------- | ---------------- | ---------------- | ---------------- | ---------------- | ---------------- |
| 历史最高温 °C（°F） | 14.9 (58.8)      | 20 (68)          | 23.1 (73.6)      | 27.8 (82.0)      | 31.2 (88.2)      | 36.6 (97.9)      | 40.7 (105.3)     | 37.9 (100.2)     | 31.8 (89.2)      | 27.8 (82.0)      | 25 (77)          | 16.8 (62.2)      | 40.7 (105.3)     |
| 平均高温 °C（°F）   | 5.5 (41.9)       | 6.6 (43.9)       | 10.6 (51.1)      | 14 (57)          | 17.9 (64.2)      | 20.7 (69.3)      | 23.4 (74.1)      | 23.4 (74.1)      | 19.6 (67.3)      | 14.9 (58.8)      | 9.3 (48.7)       | 5.9 (42.6)       | 14.3 (57.7)      |
| 日均气温 °C（°F）   | 3 (37)           | 3.6 (38.5)       | 6.8 (44.2)       | 9.3 (48.7)       | 13 (55)          | 15.7 (60.3)      | 18 (64)          | 17.9 (64.2)      | 14.9 (58.8)      | 11.1 (52.0)      | 6.4 (43.5)       | 3.6 (38.5)       | 10.3 (50.5)      |
| 平均低温 °C（°F）   | 0.6 (33.1)       | 0.6 (33.1)       | 3 (37)           | 4.5 (40.1)       | 8.2 (46.8)       | 10.6 (51.1)      | 12.5 (54.5)      | 12.4 (54.3)      | 10.1 (50.2)      | 7.3 (45.1)       | 3.6 (38.5)       | 1.3 (34.3)       | 6.2 (43.2)       |
| 历史最低温 °C（°F） | −20 (−4)         | −18.6 (−1.5)     | −11.5 (11.3)     | −8 (18)          | −2.1 (28.2)      | 0 (32)           | 3.3 (37.9)       | 0.9 (33.6)       | −1 (30)          | −4.8 (23.4)      | −9.6 (14.7)      | −14.6 (5.7)      | −20 (−4)         |
| 平均降水量 mm（）   | 57.2 (2.25)      | 48 (1.9)         | 57.7 (2.27)      | 48.1 (1.89)      | 61.6 (2.43)      | 60.6 (2.39)      | 60.6 (2.39)      | 67.9 (2.67)      | 52.5 (2.07)      | 64.4 (2.54)      | 58.4 (2.30)      | 65.6 (2.58)      | 702.6 (27.66)    |
| 月均日照時數        | 68               | 75               | 128.3            | 174.8            | 198.7            | 203.5            | 208.2            | 206.6            | 162.1            | 116.9            | 66.7             | 51.1             | 1,659.9          |
| 来源：Infoclimat    |                  |                  |                  |                  |                  |                  |                  |                  |                  |                  |                  |                  |                  |

## 行政区划
圣康坦是法国上法兰西大区埃纳省的一个市镇，编号为02691，它也是埃纳省的一个副省会。圣康坦下辖圣康坦区，管理圣康坦第一县、第二县和第三县，同时也是圣康坦城市圈公共社区的办公驻地。
法国国家统计与经济研究所（简称）在进行数据统计时，将圣康坦及相邻的另外5个市镇设为圣康坦城市核心区，并将包括核心区在内的周边共99个市镇划为圣康坦城市区。同时，还将圣康坦市镇分为了27个“块区”（IRIS），以便于统计人口分布情况。

## 交通

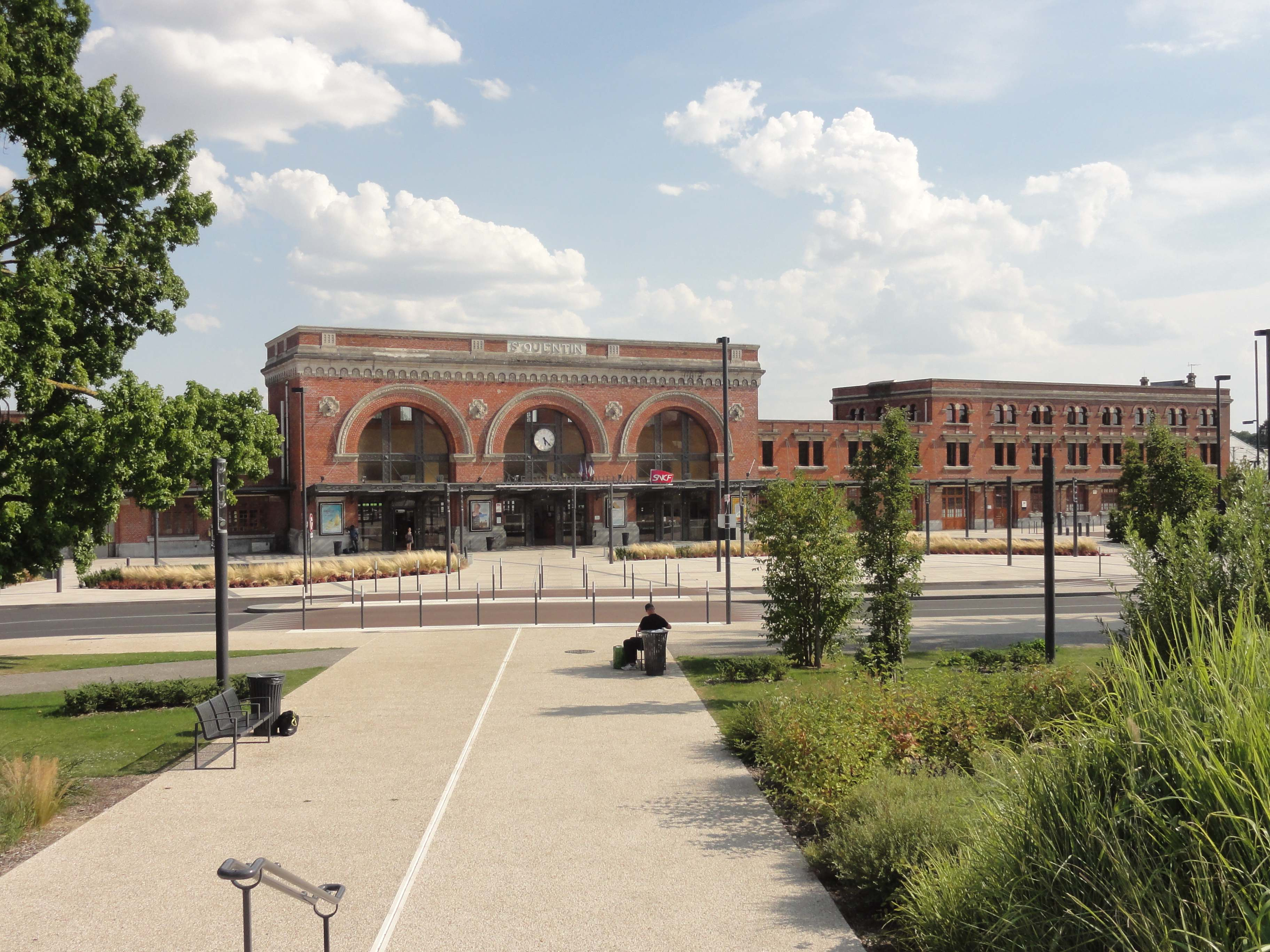
圣康坦火车站主站房

### 公路
法国国家A26和A29两条高速公路在圣康坦市区附近交汇，并设有出入口可连接圣康坦市区。此外，法国国道N2029线、N2044线和多条埃纳省省道在圣康坦交汇。
埃纳省城际客运开行由圣康坦前往拉昂、苏瓦松、勒卡特莱、吉斯、伊尔松、格里库尔等地的常规或学生巴士线路。
2018年，60%的圣康坦居民拥有至少1辆私人汽车

### 铁路
圣康坦位于克雷伊－热蒙铁路上，该铁路历史上曾为巴黎前往比利时瓦隆区的重要干线铁路。圣康坦火车站位于市中心，索姆河左岸，该站每天开行前往巴黎、里尔、亚眠、莫伯日等地的区域列车。2017年，圣康坦站累计发送旅客数量达113.6万人次。
除此之外，上皮卡第TGV站法国的一个高速铁路车站，位于圣康坦市区以西大约40公里，该站每天开行前往法国主要城市的TGV列车，法国国家铁路提供连接该站与圣康坦市区间的摆渡大巴车。

### 航空
圣康坦境内没有任何航空设施，距离圣康坦最近的民用航空机场为博韦-蒂耶机场，距离圣康坦市区大约110公里。

### 水运
圣康坦运河开辟于1809年，连接圣康坦市区和莱茵河主航道，平均宽度约30米，由船闸控制水量，历史上曾为重要的能源物资运输通道，现仍有通航能力，但已极少使用。

### 城市公共交通
圣康坦城市公共交通（商业名称为）成立于2005年，现由法国交通发展集团运营，开行6条常规公交线路，覆盖了四个市镇。

## 政治

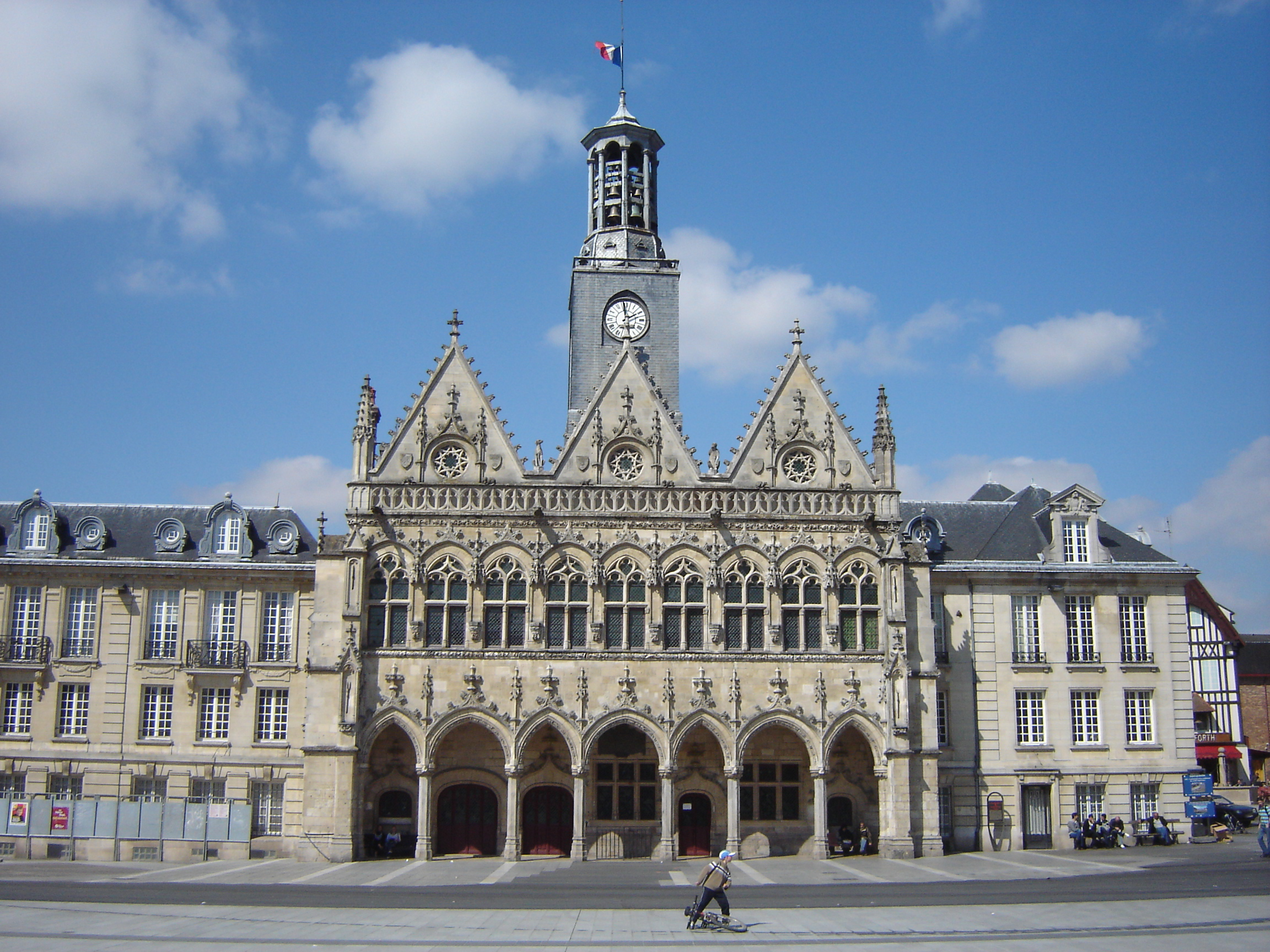
圣康坦市政厅

现任圣康坦市长弗雷德里克·马卡雷女士，为共和党的一名成员，自2016年起担任市长职务，在2020年的市政选举中获得65.66%的支持率，获得连任。
| 圣康坦历届市长 |                   |                                  |
| 任期           | 市长              | 党派                             |
| 1944年－1947年 | 埃米尔·皮埃雷     | PCF法国共产党                    |
| 1947年－1949年 | 马塞尔·比甘       | SFIO工人国际法国支部             |
| 1949年－1950年 | 亨利·雅克马尔     | RPF法国人民联盟                  |
| 1950年－1953年 | 埃米尔·皮埃雷     | PCF法国共产党                    |
| 1953年－1959年 | 亨利·阿尔努       | SFIO工人国际法国支部             |
| 1959年－1960年 | 弗朗索瓦·科勒里   | SFIO工人国际法国支部             |
| 1960年－1965年 | 皮埃尔·拉罗什     | SFIO工人国际法国支部             |
| 1965年－1966年 | 皮埃尔·迪皮伊     | UNR新共和国联盟                  |
| 1966年－1977年 | 雅克·布拉科尼耶   | UDR共和国保卫联盟                |
| 1977年－1983年 | 达尼埃尔·勒默尔   | PCF法国共产党                    |
| 1983年－1989年 | 雅克·布拉科尼耶   | RPR保衛共和聯盟                  |
| 1989年－1995年 | 达尼埃尔·勒默尔   | PCF法国共产党                    |
| 1995年－2010年 | 皮埃尔·安德烈     | RPR保衛共和聯盟 →UMP人民运动联盟 |
| 2010年－2016年 | 格扎维埃·贝特朗   | UMP人民运动联盟 →LR共和黨        |
| 2016年－       | 弗雷德里克·马卡雷 | LR共和黨                         |

在2017年法国大选的第一轮选举当中，法国极右翼领袖玛丽娜·勒庞在圣康坦获得28.73%的支持率，居所有候选人首位；但在第二轮选举中仅获得了42.92%的支持率，不敌法国现任总统马克龙。

## 经济

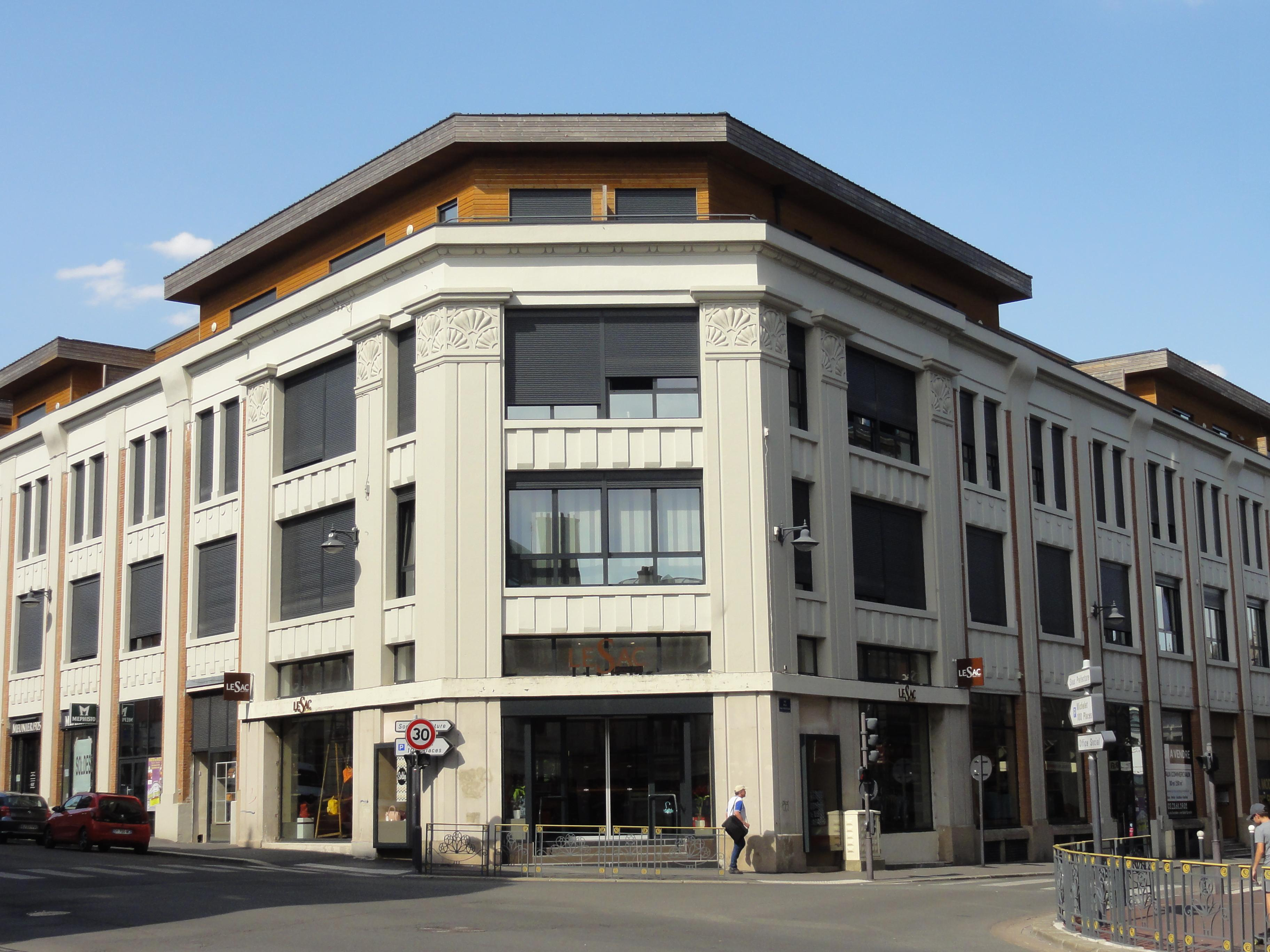
圣康坦的一处办公楼

### 财政
2017年，圣康坦的财政支出总额为7026.7万欧元，财政收入总额为8039.1万欧元，债务总额为6032.4万欧元。

### 收入
2014年，圣康坦的人均月纯收入为2,197欧元，其中高级职员为4,186欧元，高于法国平均水平（4,141欧元）；普通工人为1,781欧元，同样高于法国平均水平（1,637欧元）。
2016年，圣康坦的青壮年人口（15-64岁）失业率为14.7%。总人口中有34.6%拥有纳税资格。

## 人口
2016年，圣康坦的市镇范围内的合法人口数量为54,443，其中男性25,269人，女性29,104人，75岁及以上人口数量占比为8.9%，外籍人口2,988人，总人口数量在在全法国排名第107位。人口密度为2,467人/平方公里。2018年，圣康坦的出生人口数量为639人，死亡人口数量为711人。
当地居民被称为（男性）或（女性）。
| 年份   | 1936   | 1946   | 1954   | 1962   | 1968   | 1975   | 1982   | 1990   | 1999   | 2006   | 2011   | 2016   | 2017   |
| ------ | ------ | ------ | ------ | ------ | ------ | ------ | ------ | ------ | ------ | ------ | ------ | ------ | ------ |
| 人口數 | 49,028 | 48,556 | 53,866 | 61,071 | 64,196 | 67,243 | 63,567 | 60,644 | 59,066 | 56,792 | 56,278 | 54,443 | 53,816 |

## 社会事务

### 科研教育
圣康坦属于亚眠学区。截止2018年底，圣康坦境内共有6所幼儿园、23所小学、7所初级中学、5所普通高中和4所职业高中。2018－2019年学年度，圣康坦境内中等阶段在校学生总人数为7,144人。
皮卡第大学是法国的一所公立大学，总部位于亚眠，其下属的高等科学技术学院设于圣康坦。埃纳省应用科技学院（IUT de l'Aisne）亦在圣康坦设有分部。

### 医疗
截止2018年1月1日，圣康坦境内共有全科医生77名，保健师44名，牙医42名，护士121名，耳科医生4名，眼科医生9名，皮肤科医生7名，助产士7名，儿科医生3名和妇科医生7名。市区内共有药房27家。
圣康坦中心医院（Centre Hospitalier de Saint-Quentin）是当地最大的综合性医疗机构，覆盖整个埃纳省，并下属近十个病区。
此外，圣康坦境内还有9家养老院和5处残疾人帮扶中心。

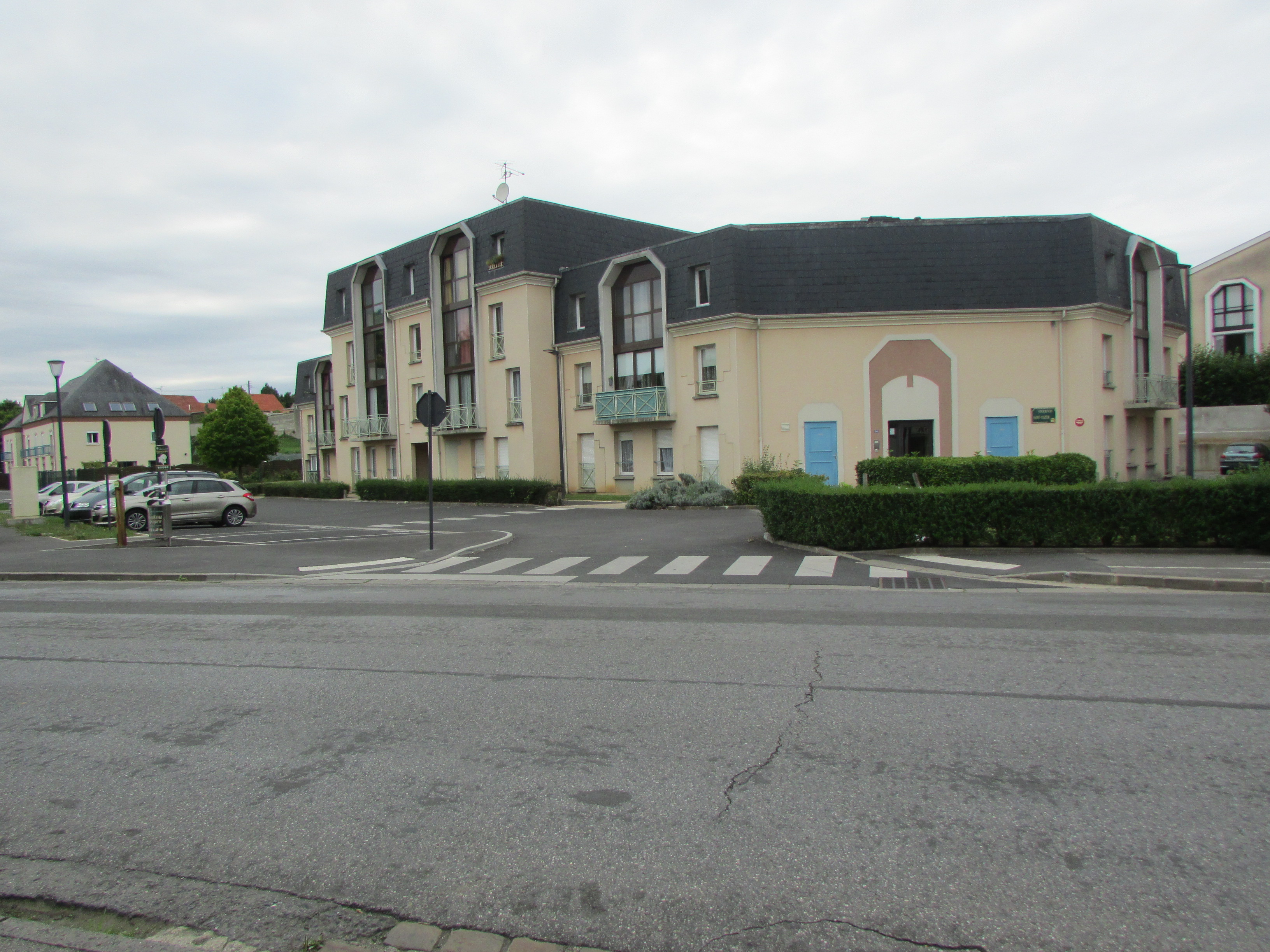
圣康坦的一处民宅

### 住房
2015年，圣康坦境内共各类居民住房29,992处，比上一年增加了64处。其中87.2%为常住居民住房。

### 商业
2015年，圣康坦境内共有各类商业铺面2,843家，其中餐饮服务类商业铺面1,093家，个体性的商铺主要位于圣康坦市中心，而圣康坦市区北部和西部则有大型商场分布，并有公共汽车连接市区。

### 体育
截止2019年初，圣康坦共包括3处游泳池，17个健身房，2个体育场，11个网球场，11个足球或橄榄球场和6个篮球或排球场。
圣康坦篮球俱乐部是当地的一支篮球俱乐部，2019年参加法国篮球乙级联赛；奥林匹克圣康坦是当地的一支足球俱乐部，成立于1920年，1991－1993年间曾参与过法国足球乙级联赛，现参加法丁联赛。此外，圣康坦还有多个不同体育项目的俱乐部，均由圣康坦体育局管理。

### 环境
圣康坦境内的环境和可持续发展事务由圣康坦城市圈公共社区负责。2015年，圣康坦市区内共有7家污染企业，当年的二氧化氮浓度平均值为18 µg/m³，臭氧浓度平均值为51µg/m³，颗粒物平均值为18µg/m³。

### 治安
圣康坦市区内共有一个派出所和一个国家宪兵队。
2014年，圣康坦及其附近地区共发生各类案件4,085起，其中盗窃类案件2,254起，经济类案件443起，人身侵害案件1,030起，毒品交易和运输案件216起。

## 文化

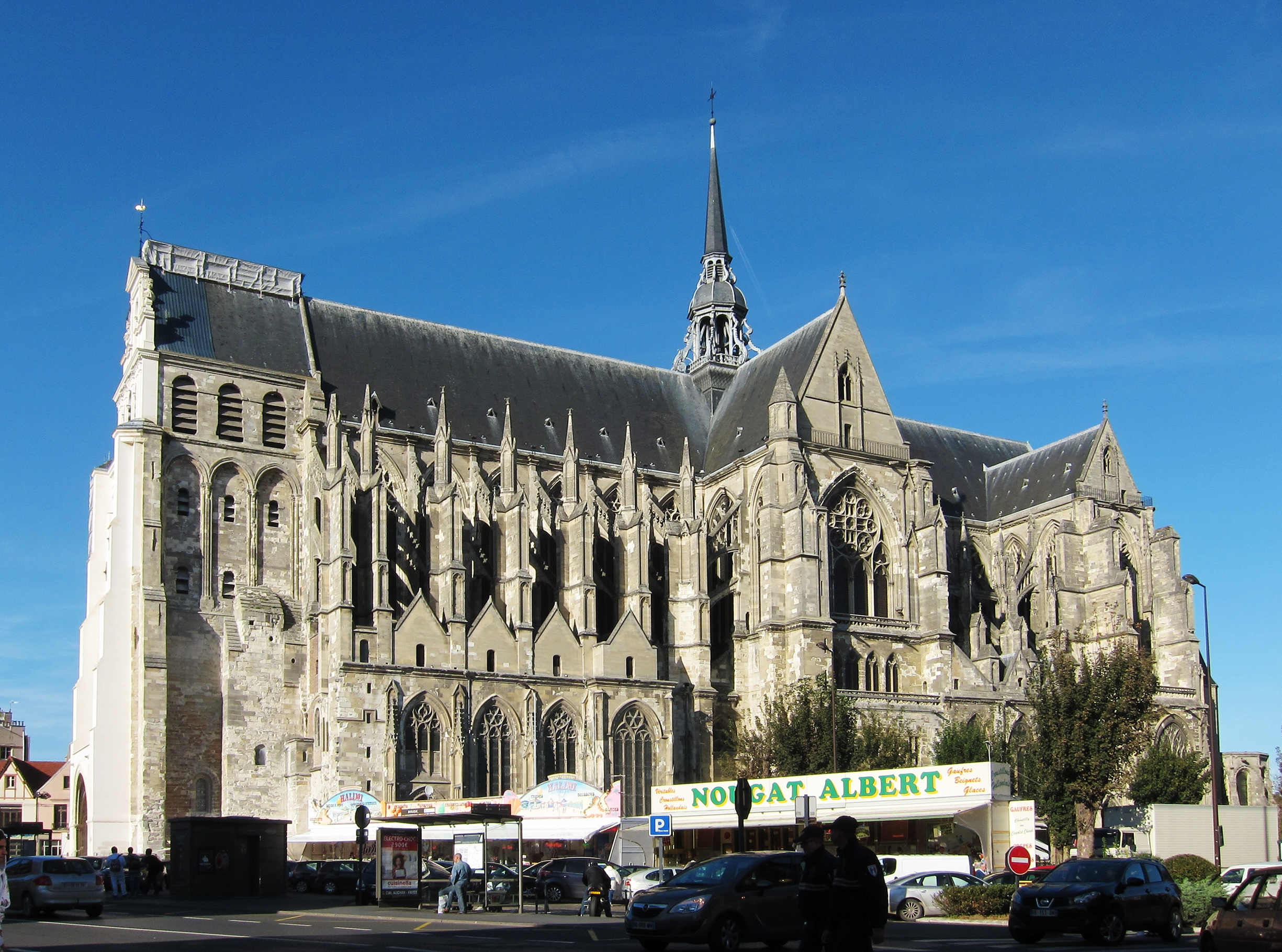
圣康坦大教堂

### 旅游
圣康坦是一个区域性的旅游城市，被列入法国艺术与历史之城名单。截止2019年，圣康坦市区内共有12处国家级文物，其中圣康坦大教堂是法国首批国家文物保护单位，也是圣康坦的标志性建筑之一，曾在第一次世界大战中被损毁，后得到修复。圣康坦设有1处旅游接待中心（Office de Tourisme）和12家宾馆共计501间房间。

### 媒体
法国本土主要的国家性电视台和广播电台在圣康坦均可接收，其中法国电视三台下属的上法兰西大区频道在部分时段播放地区新闻。Matélé是一家总部位于圣康坦的地方性电视台，覆盖整个埃纳省境内的信息，并通过部分运营商向全法国播出。

## 对外交流
截止2019年8月，圣康坦共与4座城市互为姊妹城市，同时与3座城市互为合作交流城市。
| - 德国 凯撒斯劳滕 - 西班牙 圣洛伦索-德埃尔埃斯科里亚尔 - 英格兰 罗瑟勒姆 - 中国 北京市通州区 | - 加拿大 圣康坦 - 德国 格赖茨 - 羅馬尼亞 代日 |